# Río Pinturas
El río Pinturas o Ecker es un cauce fluvial en la provincia de Santa Cruz, Argentina, que corre a través del Cañadón del río Pinturas.
Nacido en la Cordillera de los Andes, en el pequeño macizo del monte Zeballos (2743 m), situado al sur del lago Buenos Aires, discurre al principio hacia el este, con el nombre de río Ecker, durante un centenar de kilómetros. A continuación, gira hacia el norte hacia el río Deseado a través de un magnífico cañón llamado Valle del Río Pinturas o (en aonikenk) Charkamak o Chacarmagnac (Charkamak significa precisamente Valle de Pinturas ya que allí crecen plantas resinosas y molles que se usaban para preparar pinturas, el nombre Charkamak o Charcarmañac -o con otras variantes-  también le fue dado al río Pinturas), donde está la famosa Cueva de las Manos (o, literalmente, Gruta de las Manos), con pinturas rupestres de más de 10 000 años de antigüedad y que ha sido declarada Patrimonio de la Humanidad por la Unesco. El río y el cañón tienen 150 km de largo.
En mapas antiguos este río aparece como el curso alto de un supuesto río, en realidad un paleocauce, llamado Bajos o San Dionisio, que en tales mapas corría casi paralelo al sur del río Deseado, hasta desembocar en el océano Atlántico y al norte de otro paleocauce llamado Salado.

## Cómo llegar
El río está a sólo 45 km de la Ruta Nacional 40, entre las localidades de Perito Moreno y de Bajo Caracoles.
- Datos: Q766588
- Multimedia: Cueva de las Manos, Río Pinturas / Q766588